# INSAT-4A
O  INSAT-4A é um satélite de comunicação geoestacionário indiano da série INSAT que está localizado na posição orbital de 83 graus leste, ele foi construído e também é operado pela Organização Indiana de Pesquisa Espacial (ISRO). O INSAT-4A foi o primeiro dos sete satélites da série INSAT-4. Ele é idêntico ao INSAT-4B. O satélite foi baseado na plataforma Insat-2/-3 Bus e sua vida útil estimada era de 12 anos.

## Lançamento
O satélite foi lançado com sucesso ao espaço no dia 21 de dezembro de 2005, às 22:33 UTC, por meio de um veículo Ariane 5 GS V169 a partir do Centro Espacial de Kourou, na Guiana Francesa, juntamente com o satélite MSG-2. Ele tinha uma massa de lançamento de 3.081 kg.

## Capacidade e cobertura
O INSAT-4A está equipado com 12 transponders em banda Ku e 12 em banda C para fornecer serviços de dados e de TV para toda a Índia.